# Haplostomella sycozoae
Haplostomella sycozoae is een eenoogkreeftjessoort uit de familie van de Botryllophilidae. De wetenschappelijke naam van de soort is voor het eerst geldig gepubliceerd in 1926 door Salfi.